# Tanhá
Tanhá (pálí, sanskrt: trišna) je buddhistický termín, který se překládá jako touha, žádostivost, žízeň, odpovídajícím překladem je však význam "vášeň", v porovnání Buddhovy identifikace příčiny utrpení v tanhá s latinskou etymologií anglického slova pro vášeň passion v infinitivu patī ("trpět"). Porovnat lze rovněž sanskrtský tvar slova "trišna" s českým "trýzeň". Nejde o náhodu, ale o etymologickou spojitost – oba tvary pocházejí z téhož praindoevropského kořene.
Tanhá je jedním z 12 článků řetězu podmíněného vznikání. Tanhá je také tématem Druhé vznešené pravdy, ve které se praví, že touha je základní příčinou veškerého utrpení. Buddhistické spisy ji popisují jako touhu po smyslových objektech, které jsou spojeny s příjemnými pocity, nebo jako touhu po smyslových potěšeních. Tanhá je termín jak pro „touhu mít (získat) …“, tak pro „touhu nemít (zbavit se)…“. Můžeme toužit po přítomnosti příjemných pocitů i po nepřítomnosti nepříjemných pocitů.
Touha či žádostivost pramení z mylného konceptu existence „já“, přesněji řečeno z mylného přesvědčení, že pokud „má“ přání budou splněna, povede to k „mému“ trvalému štěstí. Takovéto mylné domněnky obyčejně mají za následek další a další touhy a opakovanou snahu dosáhnout žádaného výsledku.
Pro žádostivost existuje ještě jeden odlišný buddhistický termín lobha. Tanhá představuje spíše abstraktní pohled na žádostivost jako na příčinu znovuzrozování, zatímco lobha je žádostivost jako jedna z příčin konkrétního karmicky neprospěšného jednání, mluvení a myšlení (viz akusala múla).
Tanhá nezahrnuje jen touhu po materiálních objektech či smyslových potěšeních, ale i touhu po (dalším) životě nebo smrti (pokud si někdo přeje spáchat sebevraždu), touhu po slávě (nebo po zapomenutí), touhu po různých mentálních nebo emočních stavech (štěstí, radosti, lásce). Tanhá zahrnuje všechno toužení, všechny žádosti a každé chtění, nezávisle na jejich intenzitě.
Bližší pohled odhalí, že světské touhy nemohou být plně uspokojeny, vinou pomíjivosti všech podmíněných věcí.
Buddhistickým řešením problému žádostivosti je snaha o její úplné vyhasnutí a zničení sledováním ušlechtilé osmidílné stezky a kultivací Ctností.